# Krupac (Istočna Ilidža)
Pour les articles homonymes, voir Krupac.
Krupac (en serbe cyrillique : Крупац) est un village de Bosnie-Herzégovine. Il est situé sur le territoire de la ville d'Istočno Sarajevo, dans la municipalité d'Istočna Ilidža et dans la république serbe de Bosnie. Selon les premiers résultats du recensement bosnien de 2013, il compte 252 habitants.
Avant la guerre de Bosnie-Herzégovine, le village faisait entièrement partie de la municipalité d'Ilidža ; après la guerre et à la suite des accords de Dayton (1995), une portion de son territoire a été rattachée à la municipalité nouvellement créée d'Istočna Ilidža et intégrée à la République serbe de Bosnie.

## Géographie
Le village est situé au bord de la rivière Željeznica, un affluent de la Bosna.

## Histoire
Sur le territoire du village se trouve une nécropole qui abrite 21 stećci (un type particulier de tombes médiévales) et 12 nişans (stèles ottomanes) ; cet ensemble est inscrit sur la liste des monuments nationaux de Bosnie-Herzégovine.

## Démographie

### Évolution historique de la population dans la localité
| 1948 | 1953 | 1961 | 1971 | 1981 | 1991 | 2013 |
| ---- | ---- | ---- | ---- | ---- | ---- | ---- |
| -    | -    | 308  | 364  | 336  | 326  | 252  |

|  |

### Communauté locale
En 1991, la communauté locale de Krupac comptait 361 habitants, répartis de la manière suivante :